# Fédération nationale autonome de la police
La fédération nationale autonome de la police (FNAP) était une organisation syndicale de la police française. Elle a été fondée en 1989.
Elle regroupait le SCHFPN (Syndicat des commissaires et hauts fonctionnaires de la Police nationale), le SNAPC (syndicat national autonome des policiers en civil) devenu SNOP  le SNIPAT (Syndicat national indépendant des personnels administratifs et techniques), le SNE (Syndicat National des Enquêteurs) et le SNAT (policiers en tenue) devenu (Syndicat National Autonome des Policiers).